# Comuna Osica de Sus, Olt
Osica de Sus este o comună în județul Olt, Oltenia, România, formată din satele Greci, Osica de Sus, Ostrov, Peretu, Tomeni și Vlăduleni (reședința).

## Geografie

### Așezare
Comuna Osica de Sus este situată în centrul județului Olt, la o distanță de 26 km de municipiul Slatina și la 15 km de municipiul Caracal. Comuna este așezată pe șoseaua națională Slatina-Caracal, iar calea ferată Piatra Olt-Caracal trece prin această comună. În documentele CFR (Căile Ferate Române), comuna se numește Vlăduleni. Din punct de vedere al așezării matematice pe glob, prin comună trece paralela de 44 grade, 15 minute, 06 secunde latitudine nordică, și meridianul de 24 grade, 22 minute, 30 secunde, longitudine estică. Socotit în kilometri în linie dreaptă, comuna se află la 9.828 km depărtare față de Ecuator; la 10.022 km față de Polul Nord și la 2.708 km față de Londra. Comuna este formată din satele: Vlăduleni cu 158 gospodării, Greci cu 367 gospodării (satul Greci a fost reședință de comună până în 1968), Osica de Sus cu 1017 gospodării, Ostrov cu 55 gospodării, Tomeni cu 104 gospodării.
Moșia comunei are o suprafață de 50 km². Se învecinează cu comunele: Brebenei, Coteana, Fălcoiu, Osica de Jos, Șopârlița și Brâncoveni. Din punct de vedere geografic, satul Osica de Sus și satul Vlăduleni, sunt situate pe interfluviul Olt-Olteț, în capătul terminal al acestuia, și pe terasa a II-a a celor două râuri. Aici se întâlnesc terasele celor două râuri. Satul Greci, Tomeni și Ostrov sunt situate pe terasa I a Oltului.

### Clima
În ceea ce privește caracteristicile climatice specifice comunei Osica de Sus, putem să le estimăm numai în corelare cu regiunile vecine, deoarece elementele climatice acoperă suprafețe mari. Clima de aici este temperat-continentală. Radiația solară depinde de înălțimea Soarelui deasupra orizontului, de opacitatea atmosferei, de nebulozitate. Valoarea medie anuală a radiației solare este de 125 kca/cm². Există trei forme de circulație a aerului în straturile inferioare ale atmosferei cu implicații directe asupra vremii și anume: circulația vestică are o frecvență de 45% din totalul cazurilor, circulația polară reprezintă 30% și circulația tropicală. Caracterul continental al climei este exprimat de valorile medii ale temperaturii aerului. Numărul zilelor cu temperaturi medii pozitive este în jur de 300, cea mai ridicată temperatură înregistrată în timp de 100 de ani a fost +40,8 °C, iar cea mai scăzută temperatură înregistrată până în prezent a fost de -31 °C. Precipitațiile atmosferice sunt influențate de circulația maselor de aer, media anuală a precipitațiilor este de 522 ml/m². Precipitațiile întâlnite în această zonă sunt atât sub formă de ploaie, cât și sub formă de ninsoare. În timpul anotimpului geros își face apariția înghețul, iar în timpul verii fenomenele de secetă sunt prezente.

### Vegetația
Prin poziția sa geografică, teritoriul comunei Osica de Sus este plasat în aria de dezvoltare a silvostepei și a vegetației de luncă. La limita estică a comunei întâlnim pădurea Bercica formată din stejar pedunculat, stejar brumăriu, stejar pufos, ulm, frasin, păr și măr sălbatic, arțar și jugastru. Arbuștii din această pădure sunt: păducelul, gheorghinarul (Physalis alkekengi), lemnul câinesc, cornul, sângerul.
Stratul ierbos este alcătuit din: firuță, trifoi, colilie, păiuș, pir, coada șoricelului, volbură, măturică, pelin, laptele cucului, ceapa ciorii. La marginea pădurii Bercica, sau pe coasta D. Bobului și D. Viilor, cresc porumbarul, măceșul și mărăcinișuri. Datorită condițiilor de umiditate ridicată a solului, naturii aluvionare a acestuia, lunca Oltețului ocupă albia majoră a acestuia. Vegetația arborescentă este alcătuită din plopi, arini negrii, sălcii, răchite numite zăvoaie. Aici arbuștii sunt alcătuiți din sânger, soc, gheorghinari, măceși, iar stratul ierbos este alcătuit din mur, laptele cucului, coada vulpii, firuța și pirul. De asemenea aici crește o vegetație agățătoare alcătuită din curpen și iederă.
Pentru mai multe informații privind numele plantelor, puteți consulta articolul Nume alternative românești de plante.

### Relieful
Relieful comunei Osica de Sus este alcătuit din câmpul înalt, care face parte din Câmpia Piatra Olt și din interfluviul Olt-Olteț. Pe moșia comunei, se dezvoltă larg terasele celor două râuri care au confluența situată în dreptul morii și fostului C.A.P.-ului. În valea Oltului, terasa I are o lățime de 3-4 km, iar în valea Oltețului are o lățime de circa 1 km. Ultima eră geologică, numită Cuaternar, durează de aproximativ 1 milion de ani încoace. În această eră, au alternat perioade foarte reci cu climă polară, cu perioade calde, când ghețarii se topeau, numite perioade interglaciare. Azi ne aflăm în era geologică numită Holocen. Acum circa 30.000-40.000 de ani a fost ultima perioadă cu climă polară, când Carpații erau acoperiți cu ghețari. Când clima s-a încălzit, gheața a început să se topească masiv, iar râurile aveau debite deosebit de mari, cu mare putere de eroziune și transport de aluviuni. Pietrișul de prund, se află și sub satul Vlăduleni și are grosimi de circa 20 m. Albia Oltului era lată din Vlăduleni și până în malul de la Ipotești.
În urmă cu circa 300 de milioane de ani, pe aici trecea un lanț muntos, ce ținea din Dobrogea și până în Franța, numit de geologi azi Munții Hercinici. Ulterior, o parte a acestor munți s-au scufundat în oceanul ce-i înconjura. Forajele care se fac pentru descoperirea de petrol și gaze naturale la adâncimi de 1.500-2.000 m, dau de vârfurile foștilor munți. În picioare au mai rămas Munții Dobrogei și Masivul Central Francez, care au fost tociți de eroziune, semănând azi cu niște podișuri. După ce s-au ridicat Carpații din ocean în urmă cu circa 200 milioane de ani, apele curgătoare și torențiale au cărat aluviuni și au umplut treptat marea ce se găsea aici, și încet, încet, relieful a început să prindă aproximativ până în Cuaternar, conturul pe care îl are azi.

### Solurile
Între componentele peisajului geografic al comunei Osica de Sus, solurile ocupă și ele un loc aparte. Formarea și evoluția solurilor sunt o rezultantă a conlucrării factorilor pedogenetici naturali specifici comunei noastre și anume: rocă, relief, climă, ape și vegetație. Factorul de rocă intervine în formarea solurilor prin compoziția mineralogică, gradul de duritate al rocilor, alcătuirea granulometrică a lor. Factorul de relief intervine în formarea solurilor prin plantele sale care pot accelera spălarea solurilor sau nu. De asemenea factorul climatic și factorul de vegetație influențează formarea și dezvoltarea solurilor.

## Demografie
Componența etnică a comunei Osica de Sus
     Români (80,49%)
     Romi (8,83%)
     Alte etnii (0,05%)
     Necunoscută (10,63%)
Componența confesională a comunei Osica de Sus
     Ortodocși (88,59%)
     Alte religii (0,48%)
     Necunoscută (10,92%)
Conform recensământului efectuat în 2021, populația comunei Osica de Sus se ridică la 4.147 de locuitori, în scădere față de recensământul anterior din 2011, când fuseseră înregistrați 5.215 locuitori. Majoritatea locuitorilor sunt români (80,49%), cu o minoritate de romi (8,83%), iar pentru 10,63% nu se cunoaște apartenența etnică. Din punct de vedere confesional, majoritatea locuitorilor sunt ortodocși (88,59%), iar pentru 10,92% nu se cunoaște apartenența confesională.

## Istorie
În urma cercetărilor istorice putem deduce că în timpul ocupației romane, este posibil să fi existat aici o așezare stabilă, având în vedere că Osica de Sus este situată pe fostul drum roman ce mergea de la Dunăre spre defileul Oltului, și aflându-se la circa 7 km de fosta cetate Romula, care cuprindea 25 de sate, printre care este posibil ca și această comună să facă parte. Prima atestare documentară a satului Osica de Sus o întâlnim în perioada 1495-1508 într-un hrisov prin care domnitorul Radu cel Frumos dă jupanului Iariciul din Osica, a treia parte din moșia acestui sat. Satele care compun în prezent această comună, sunt și ele atestate prin diferite documente. Astfel avem: satul Vlăduleni este atestat în 1558, satul Greci în 1787, satul Ostrov este atestat odată cu biserica de aici, iar satul Tomeni este atestat în 1489.

## Monumente istorice
- Biserica "Sf. Împărați Constantin și Elena" (1830) din satul Greci, comuna Osica de Sus
- Biserica "Sf. Voievozi" (1841) din satul Osica de Sus
- Biserica "Sf. Nicolae", "Sf. Grigore" (1787) din satul Ostrov, comuna Osica de Sus

## Administrație
Comuna Osica de Sus este administrată de un primar și un consiliu local compus din 13 consilieri. Primarul, Cezar Filip[*], de la Partidul Social Democrat, este în funcție din octombrie 2020. Începând cu alegerile locale din 2024, consiliul local are următoarea componență pe partide politice:
|  | Partid                          | Consilieri | Componența Consiliului | Componența Consiliului | Componența Consiliului | Componența Consiliului | Componența Consiliului | Componența Consiliului |
|  | ------------------------------- | ---------- | ---------------------- | ---------------------- | ---------------------- | ---------------------- | ---------------------- | ---------------------- |
|  | Partidul Social Democrat        | 6          |                        |                        |                        |                        |                        |                        |
|  | Partidul Național Liberal       | 5          |                        |                        |                        |                        |                        |                        |
|  | Alianța pentru Unirea Românilor | 2          |                        |                        |                        |                        |                        |                        |

Primarii comunei au fost:
| Nume        | De la         | Până la      | Partid | Note |
| ----------- | ------------- | ------------ | ------ | ---- |
| Ion Ciocan  | 20 iunie 2004 | 5 iunie 2016 | PNL    |      |
| Cezar Filip | 5 iunie 2016  | Suspendat    | PSD    |      |

Viceprimarii comunei au fost
| Nume             | De la         | Pana la      | Partid | Note |
| ---------------- | ------------- | ------------ | ------ | ---- |
| Ochescu Gheorghe | 20 iunie 2004 | 5 iunie 2016 | PNL    |      |
| Manicea Gheorghe | 5 iunie 2016  | Prezent      | PSD    |      |
|                  |               |              |        |      |